# Карбальєда-де-Вальдеоррас
Карбальєда-де-Вальдеоррас (гал. Carballeda de Valdeorras, ісп. Carballeda de Valdeorras) — муніципалітет в Іспанії, у складі автономної спільноти Галісія, у провінції Оренсе. Населення — 1870 осіб (2009).
Муніципалітет розташований на відстані близько 340 км на північний захід від Мадрида, 80 км на схід від Оренсе.
Муніципалітет складається з таких паррокій: Кандеда, Карбальєда, Касайо, Касойо, Доміс, Лардейра, А-Портела-до-Трігаль, Пумарес, Пусмасан, Ріодолас, Робледо, Сан-Шусто, Санта-Крус, Собрадело, Соутадойро, Віла, Віладекінта.

## Демографія
Динаміка населення (INE ):

## Галерея зображень

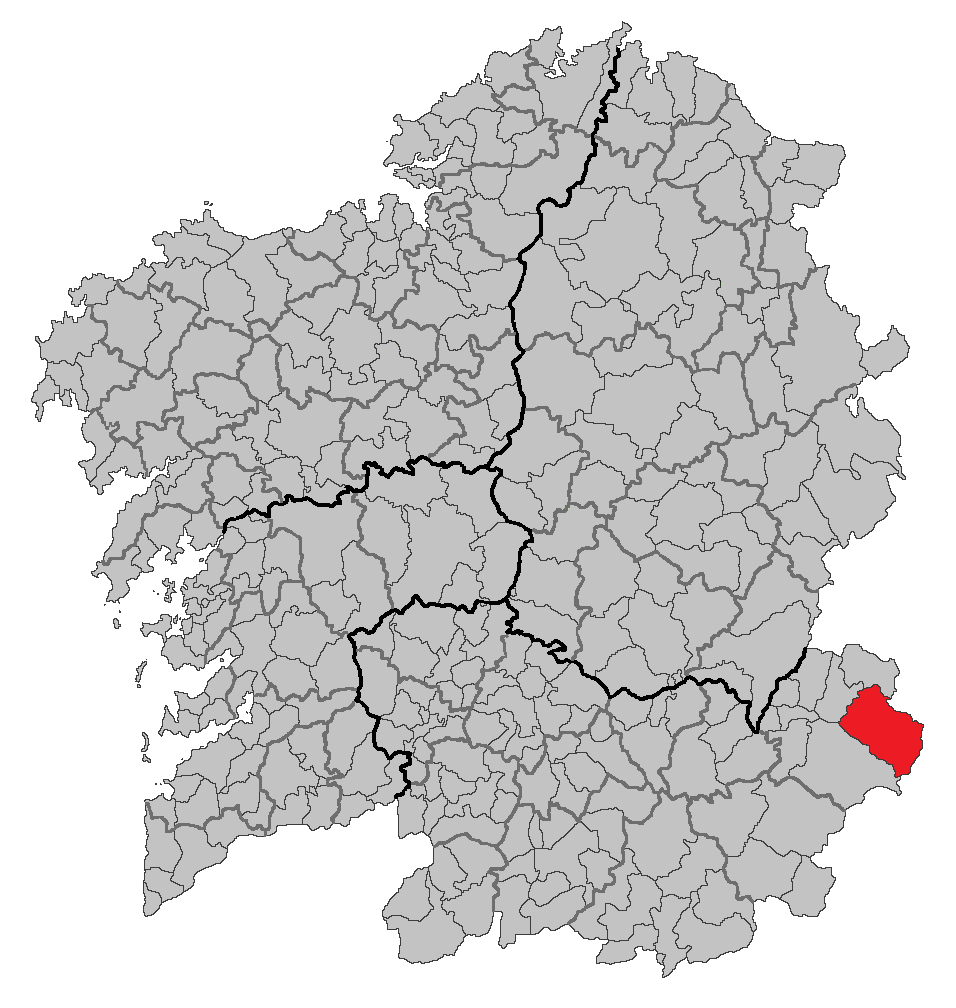
Розташування муніципалітету